# Benirabe
Benirabe va ser una antiga alqueria andalusina sobre la qual es va aixecar l'actual ciutat de Castelló de la Plana.
A principis del segle xiii, aquesta àrea estava poblada per un entramat de xicotetes alqueries musulmanes en el pla sota la protecció de castells i fortaleses a les serres circumdants (serra del Desert de les Palmes, serra de Borriol). Amb la conquesta jaumina en 1243 i l'arribada de repobladors cristians es va ocupar el nucli del castell vell, habitat des dels temps dels íbers en un tossal al sud del Desert de les Palmes. Pocs anys després, gràcies a la concessió de Jaume I al lloctinent del Regne de València Ximén Pérez d'Arenós, en l'any 1251 la població es traslladaria a la plana, tot ocupant l'alqueria de Benirabe, la qual esdevindria l'assentament definitiu del nou lloc de Castelló.
Benirabe apareix citada com una de les deu alqueries de Castelló en el Llibre del Repartiment. S'ubicava a quatre quilòmetres de la mar i a trenta metres d'alçada, al pas del cami Caminàs, antiga senda prerromana que recorria la plana de nord a sud, en la intersecció de camins secundaris que baixaven cap a la costa, un indret inserit en les hortes agrícoles, en el que avui en dia és l'entorn del carrer Major.